# José Rodríguez Losada

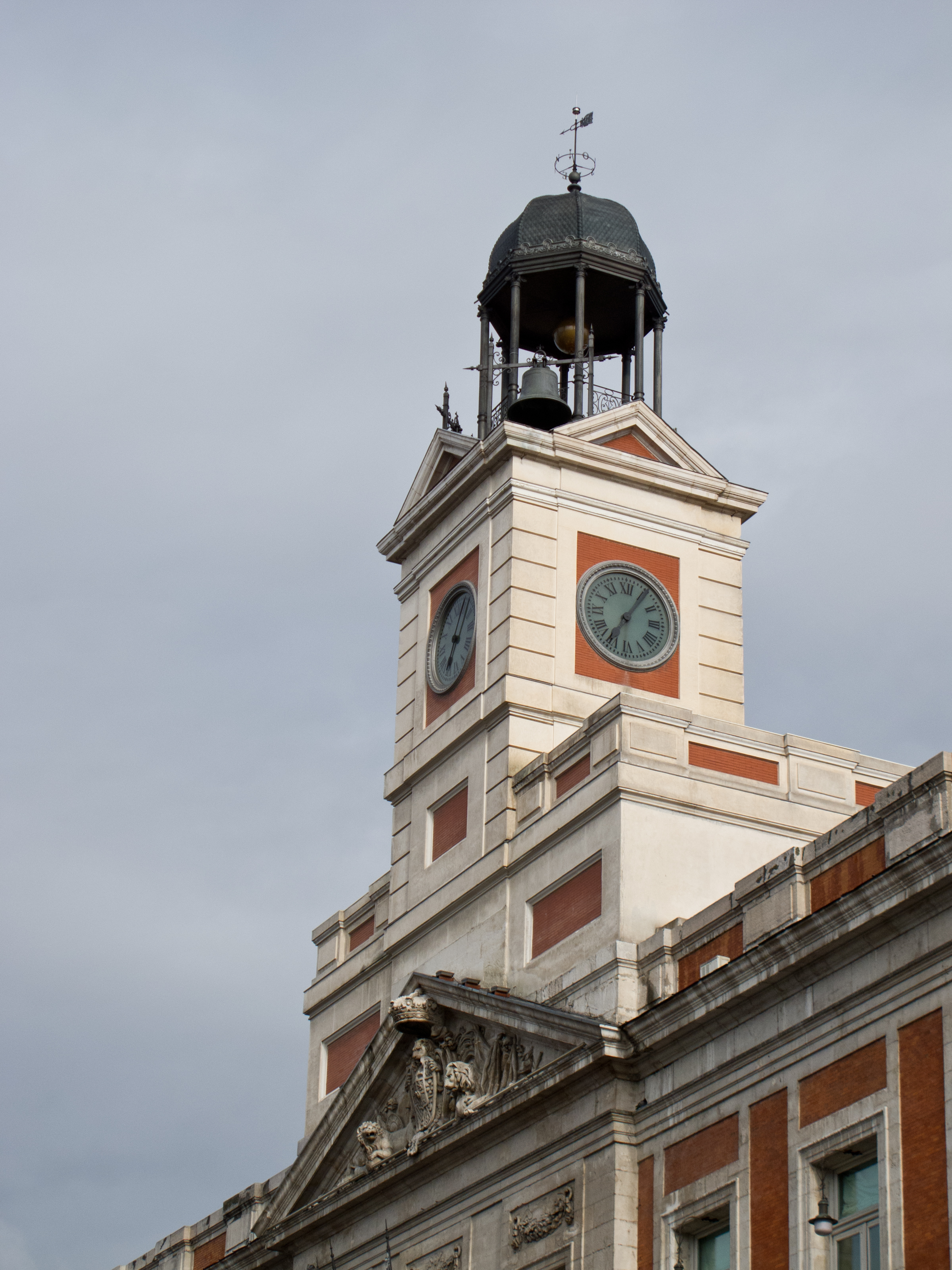
El reloj que le lanzó a la popularidad, donado gratuitamente al Ayuntamiento de Madrid, se colocó en la Puerta del Sol, debajo de un templete.

José Rodríguez Losada o José Rodríguez de Losada (Iruela, León; 19 de marzo de 1801-Londres, 6 de marzo de 1870) fue un relojero español. Militar liberal exiliado en Londres, firmaba sus obras J. R. Losada. Es conocido por haber donado al Ayuntamiento de Madrid el Reloj de Gobernación que preside la Puerta del Sol de Madrid (1866). De la fama y tesón de este leonés hay diversos poemas realizados y dedicados por su gran amigo José Zorrilla.

## Biografía
Nació el 19 de marzo de 1801 en Iruela, una pequeña localidad de la comarca de La Cabrera (provincia de León). Sus padres eran Miguel Rodríguez y María Conejero. Fue el menor de tres hermanos. Su nombre debería haber sido José Rodríguez Conejero pero era costumbre que las personas al emigrar, máxime si era de condición noble, adoptaran el apellido de la jurisdicción donde habían nacido, y como Iruela pertenecía a Losada, utilizó de mayor ese apellido. Poco se sabe de su infancia; hay rumores de que a la edad de diecisiete años pastoreaba con las vacas de su familia en el Teleno. Al parecer, cuidaba José las vacas cuando se le perdió una ternera durante la noche, a pesar de ello la buscó con terrible miedo de las represalias de su familia al enterarse de la pérdida del animal. Tras ver muerta a la ternera huye hasta que en Puebla de Sanabria es recogido por un arriero que lo lleva a Extremadura. Tras este incidente de juventud, aparece algunos años después en Madrid como Oficial del Ejército Español durante el periodo del Trienio Liberal. Se conoce esta profesión en esta etapa de su vida gracias a que figura en el expediente para la concesión de la condecoración de Caballero de la Orden de Carlos III, que se le otorgó por Real Decreto.

### Exilio
Huye a Francia desde Madrid recorriendo el trayecto a caballo, perseguido por la justicia hasta el último instante. Esta huida está causada por darle en España como fugitivo a causa de sus tendencias liberales. De Francia acaba en Londres (Inglaterra) y se desconoce las causas de esta elección, aunque Londres era uno de los destinos habituales de los emigrados liberales al amparo del «Comité de Ayuda a los Emigrantes». El Comité le consiguió en los primeros días de exilio un trabajo como mozo de limpieza en una relojería. Se menciona como ya desde los primeros meses con las maquinarias desechadas y tiradas a la basura Losada componía verdaderos relojes. Poco a poco, bajo la estricta vigilancia del maestro relojero, Losada, gracias a su natural habilidad, va logrando confianza hasta llegar a Oficial Relojero. La vertiginosa capacidad de Losada adquirida en Londres hace pensar que antes en Madrid ya tuvo la afición, pero algunos de los biógrafos desestiman tal posibilidad. El dueño de la relojería cae enfermo de una larga enfermedad y es José el encargado de sustituirlo. Finalmente muere el jefe y Losada hereda el negocio, que lo expande en el mercado español e iberoamericano. Habían pasado tan sólo cinco años desde que se fue huyendo de la justicia en España.

### Losada empresario

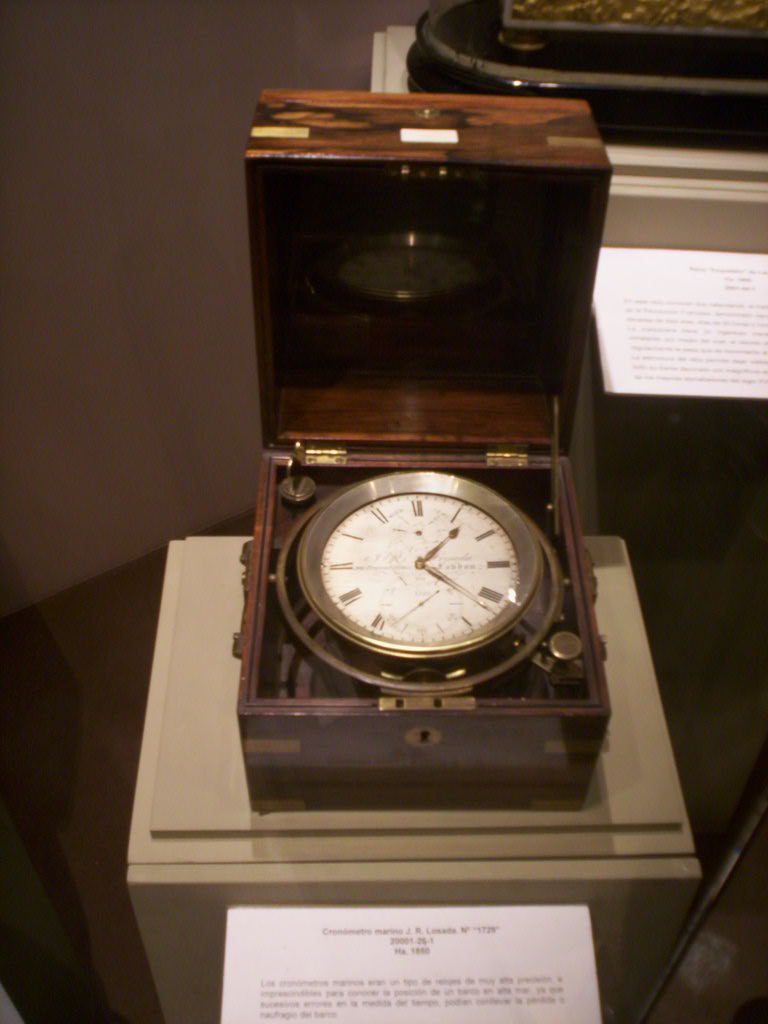
Cronómetro marino de Losada.

Losada contrae matrimonio el 18 de agosto de 1838 con Ana Hamilton Sinclair. Hasta el momento se creía que era la viuda de su antiguo jefe; sin embargo, la investigación de Marcelino González López y Francisco Javier Álvarez afirma que se trataría de su casera. Su relojería ocupó tres ubicaciones distintas de 1835 a 1847. A partir de este año se traslada de forma definitiva a Regent Street 105 (Londres) (marca J.R. Losada London) y pronto abre sucursales en Europa y sobre todo en América Latina y Filipinas. En la trastienda de su negocio se establece una tertulia que él mismo denomina: La Tertulia del Habla Española. A dicha tertulia acuden personajes como Zorrilla, Ramón Cabrera, Juan Manuel de Rosas, Luis Altamirano o el General Prim. La Armada Española le solicita diversos cronómetros marinos hasta que finalmente es propuesto por el Gobierno Español como Relojero Cronometrista de la Marina. En 1855 conoce al poeta y dramaturgo José Zorrilla, es en ese año cuando instala en España el primer reloj de calle en la farola de Jerez de la Frontera, con la firma: J. R. Losada 105 Regent St. London. Este reloj de cuatro esferas al cabo del tiempo tuvo problemas de precisión que finalmente fueron resueltos. En 1858 Losada entrega dos docenas de cronómetros suyos a la Marina Española. Algunos cronómetros de péndulo fueron cedidos al Real Instituto y Observatorio de la Armada. El trato que recibe le hace pensar en 1859 viajar a España y visitar su pueblo natal de Iruela.

### Regreso a España y Reloj de Gobernación
Cuando regresa a España gobierna Isabel II y corre la etapa del Gobierno de O'Donnell. Lo primero que visita es Madrid y se encuentra con las reformas de ensanche de la Puerta del Sol y comprueba como todo ha cambiado. Es posible que se fijara en el reloj de la torreta de la edificio del Ministerio de Gobernación y que recibiera las quejas de los madrileños de la época, no funcionaba bien. Siendo ya el segundo de los relojes colocados no parece que los encargados del Ayuntamiento hayan dado con una buena maquinaria. Losada decidió elaborar un reloj que reparara este retraso. Durante este viaje tuvo amistad con Santiago Alonso Cordero. Es muy seguro que su cortesía británica le obligó a visitar a diversos militares de la Marina Española, entre ellos al General Armero al que entregó un reloj. En sus posteriores visitas a Madrid se alojó en el Grand Hôtel de París de la Puerta del Sol.
En marzo de 1860 Losada visita su tierra natal: Iruela. Acostumbrado a la vida londinense el viaje a su tierra natal por caminos rurales se le hace pesado. En cuarenta años de exilio, Losada regresó tres veces a España. Siempre mantuvo la residencia en Londres junto a sus tiendas y laboratorios de relojería. En un viaje que realiza en 1868 durante el cual otorga su testamento en Cádiz el 3 de abril de 1868. Rodríguez Losada falleció, el 6 de marzo de 1870, en Londres dejando una inmensa fortuna que heredaron sus hermanas, un sobrino, así como su médico y sus sirvientes.

## Obras
Uno de los modelos en que se especializó, las sabonetas, alcanzaron fama internacional y entre sus clientes estuvo la reina de España Isabel II. Una de ellas fue entregada como regalo al Almirante Méndez Núñez tras la batalla de El Callao (actualmente en el Museo Naval de Madrid). Durante su periodo de máximo esplendor aceptó la formación de españoles en su taller londinense. Ejerció como relojero jefe del Observatorio de San Fernando.
Entre sus creaciones estuvieron muchos modelos de cronómetro marino, imprescindibles para el cálculo de la longitud geográfica durante la navegación.

## Homenajes
Mas de cincuenta autores miembros de la asociación de Escritores con la Historia escribieron a José Luis Martínez-Almeida, alcalde de Madrid, para que la capital de España realice un homenaje al afamado relojero, por medio de una calle o un espacio público.